# Wabbit
Un wabbit es un tipo de programa malicioso con la capacidad de autorreplicarse. Un wabbit se multiplica multitud de veces dentro del computador en el que se ejecuta, llegando a consumir todos sus recursos. También pueden tener efectos dañinos para el computador. Un ejemplo de un wabbit es una bomba fork.
A diferencia de los virus, los wabbits no infectan programas o documentos del computador que los ejecuta. También se diferencian de los gusanos, ya que los wabbits no utilizan las capacidades de red del computador para multiplicarse. 
El nombre wabbit se deriva probablemente de la pronunciación de Elmer Fudd (personaje de los dibujos animados de la Warner Bros, también conocido como Elmer Gruñón) de la palabra "conejo" (rabbit en inglés). Como los conejos, estos programas tienen una capacidad de multiplicación enorme.
"You wascawwy wabbit!" -- Elmer Fudd.